# Lapáncsa
Lapáncsa es un pueblo ubicado en el distrito de Siklós, en el condado de Baranya, Hungría.

## Superficie
Posee una superficie de 4,360 kilómetros cuadrados.

## Demografía
Hasta 2019 la población era de 179 habitantes, con una densidad de población de 41,06 habitantes por kilómetro cuadrado.